# Облазница
Облазница (укр. Облазниця) — село в Гнездычевской поселковой общине Стрыйского района Львовской области Украины. Население по переписи 2001 года составляло 288 человек. Занимает площадь 1,412 км². Почтовый индекс — 81774. Телефонный код — 3239.
Село расположено в 11 километрах от Жидачова. День села отмечается 3 октября. На территории населённого пункта протекает река Любешка — правый приток Днестра.
Первое упоминание о селе датируется 1411 годом. В селе есть греко-католическая деревянная церковь святого Евстахия XVII века (перестроена в 1930 году). Жители села были участниками национально-освободительной войны 1917—1921 годов, также воевали на фронтах Второй мировой войны, участвовали в вооруженной борьбе против советских и немецких военных.